# Revere (Massachusetts)
Revere is een plaats (city) in de Amerikaanse staat Massachusetts, en valt bestuurlijk gezien onder Suffolk County.

## Demografie
Bij de volkstelling in 2000 werd het aantal inwoners vastgesteld op 47.283.
In 2006 is het aantal inwoners door het United States Census Bureau geschat op 46.833, een daling van 450 (-1.0%).

## Geografie
Volgens het United States Census Bureau beslaat de plaats een oppervlakte van
25,9 km², waarvan 15,3 km² land en 10,6 km² water.

## Plaatsen in de nabije omgeving
De onderstaande figuur toont nabijgelegen plaatsen in een straal van 8 km rond Revere.

## Geboren
- Bill Macy (1922-2019), acteur